# Cañón del Usumacinta
El Área de protección de flora y fauna Cañón del Usumacinta es una área de protección de flora y fauna de México que se localiza en el municipio de Tenosique, en el estado de Tabasco, y que protege una extensión de 46 128 ha. Fue primero decretada como reserva ecológica estatal el 15 de junio de 2005, y posteriormente, el 22 de septiembre de 2008, fue designada área de protección de flora y fauna, de jurisdicción federal, siendo su vegetación principal es la selva alta perennifolia. En su interior se encuentran los rápidos del río Usumacinta, los cenotes Ya Ax Ha y Aktun Ha, así como diversos sitios arqueológicos.
El área se ubica dentro de la provincia biogeográfica de El Petén, encontrándose próxima a los límites con la República de Guatemala y Chiapas, los que a través de la sierra y vegetación de selva alta perennifolia forman un corredor biológico por el cual la diversidad de especies se han integrado a la riqueza faunística y florística de la zona.
La reserva forma parte del "Corredor Biológico Mesoamericano", que se extiende desde México hasta Centroamérica, el cual protege una de las regiones más ricas del mundo en biodiversidad, e integra políticas de conservación mediante el establecimiento de "corredores biológicos" entre las áreas naturales protegidas del sureste del país con el fin de evitar el aislamiento biológico y geográfico de estas áreas y garantizar el equilibrio ecológico de los ecosistemas terrestres bajo esquemas de desarrollo sustentable.

## Ubicación

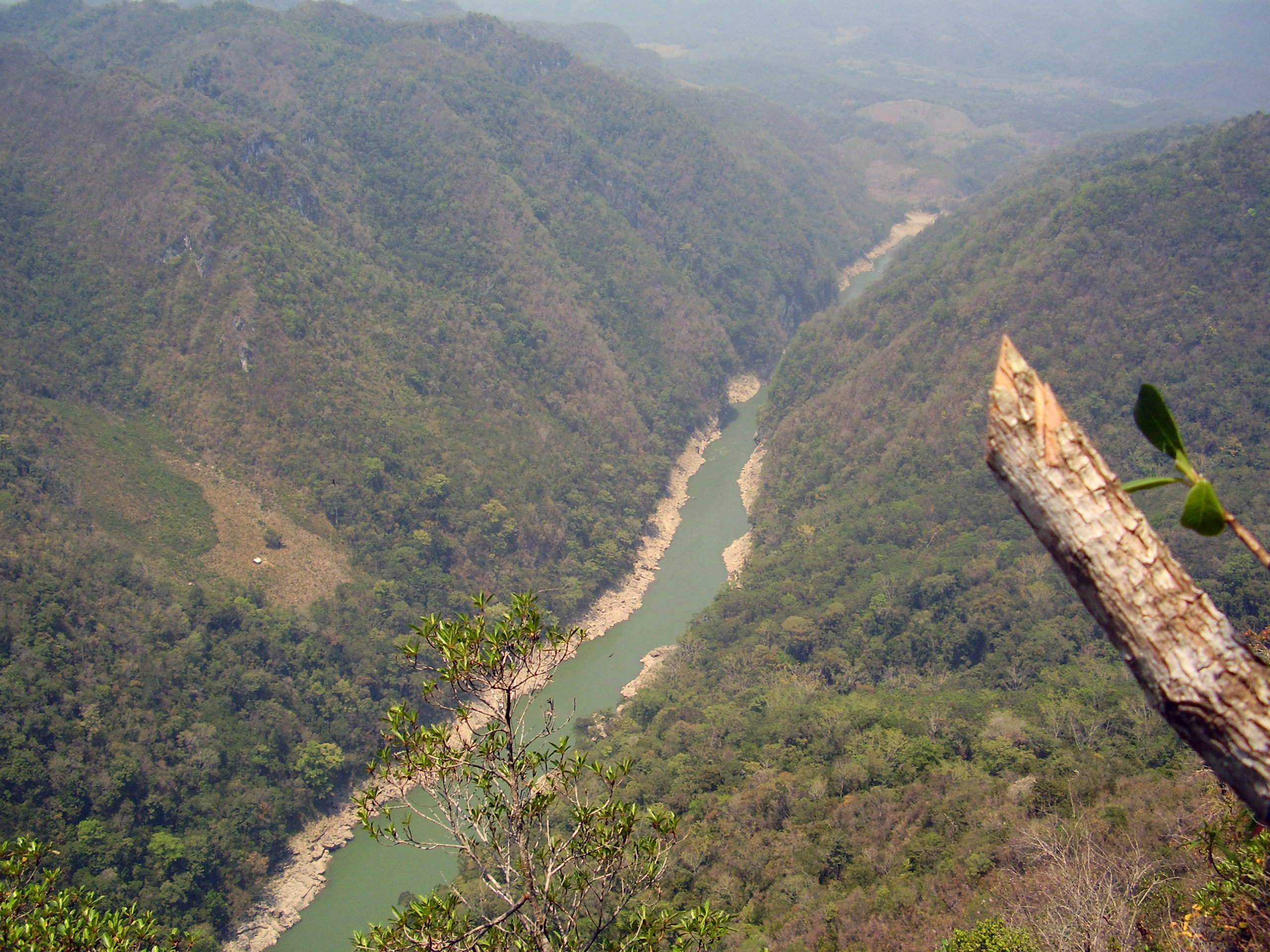
Paisaje de la reserva "Cañón del Usumacinta".

La reserva está ubicada en el sureste del estado de Tabasco, en el municipio de Tenosique, a solo 20km de la cabecera municipal y a 194 km al sureste de la ciudad de Villahermosa, la capital del estado.
Se localiza entre las coordenadas 17° 27' 00" y 17° 14' 00" de latitud norte y entre los 91° 31' 00" y 91° 00' 00" de longitud oeste. Colinda al norte con ejidos, propiedades particulares y rancherías del municipio de Tenosique, al sur y al este con la Reserva de la Biosfera Maya en la República de Guatemala y al oeste dividido por el río Usumacinta, con el estado de Chiapas.

## Clima
El clima en la reserva es cálido húmedo con lluvias todo el año. La temperatura promedio anual es de 26.8 °C y la precipitación promedio anual de 2614 mm.

## Biodiversidad
De acuerdo al Sistema Nacional de Información sobre Biodiversidad de la Comisión Nacional para el Conocimiento y Uso de la Biodiversidad (CONABIO) en el Área de Protección de Flora y Fauna Cañón del Usumacinta habitan más de 760 especies de plantas y animales de las cuales 92 se encuentra dentro de alguna categoría de riesgo de la Norma Oficial Mexicana NOM-059  y 7 son exóticas,

### Flora

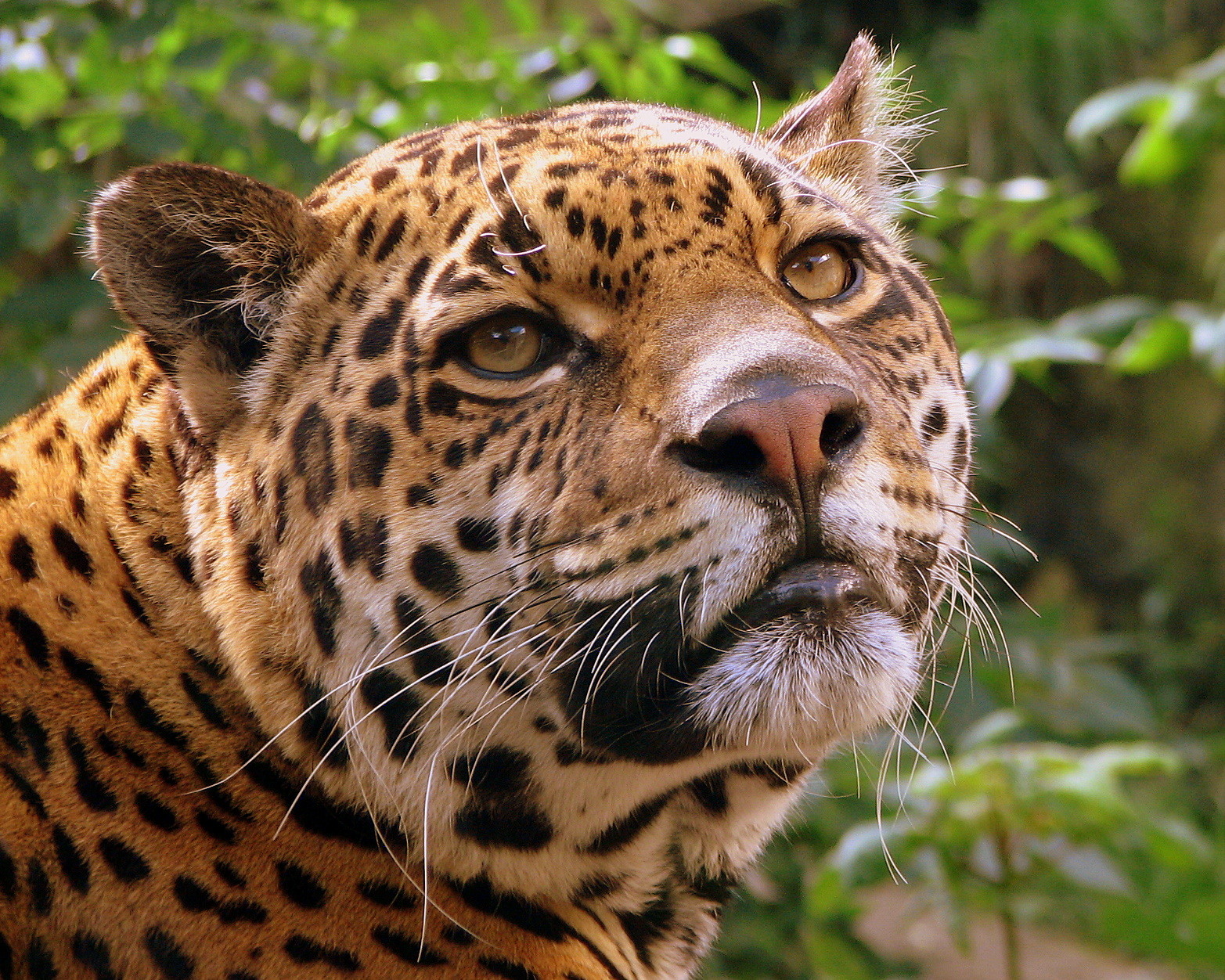
El jaguar, uno de los habitantes de la reserva "Cañón del Usumacinta".

Presenta un tipo de vegetación de selva alta perennifolia, con dominancia de algunos árboles como chicozapote (Manilkara zapota), zapote (Pouteria zapota, ramón (Brosimun alicastrum), guapaque (Dialium guianense) y canshán (Terminalia amazonia). En el dosel superior se pueden apreciar algunos árboles de hasta 45 m de altura, de fuste recto y amplia copa. En el dosel medio existe la presencia de especies tales como el bojón (Cordia alliodora), chacahuante (Simira salvadorensis), jobo (Spondias mombin) y molinillo (Quararribea funebris). En el estrato bajo o sotobosque es común encontrar gran cantidad de individuos de la misma especie, esto se justifica por el hecho de que en ese lugar estuvieron presentes condiciones propicias que permitieron la emersión de plántulas como guapaque (Dialium guianense), masamorro (Poulsenia armata), barí (Calophyllum brasiliense) y shate (Chamaedorea elegans), entre otras.

### Fauna
Por las características del área (extensión, estructura, ubicación geográfica), se considera que esta es importante como hábitat para el refugio y reproducción de fauna tanto local como migratoria.
La diversidad biológica del área es de 417 especies de fauna, entre las que sobresalen:

#### Mamíferos
Existen 38 especies de mamíferos como tepezcuintle (Agouti paca), mono aullador (Alouatta palliata), ardilla (Sciurus deppei), tapir (Tapirus bairdii), jaguar (Panthera onca), tigrillo ocelote (Leopardus pardalis), venado cola blanca (Odocoileus virginianus), puerco de monte (Sus scrofa), nutria (Lontra longicaudis), manatí (Trichechus manatus), armadillo (Dasypus novemcinctus), puma (Puma concolor) y mapache (Procyon).

#### Reptiles
En la reserva habitan reptiles como: iguana rayada (Ctenosaura similis), cascabel tropical (Crotalus durissus), chiquiguao (Chelydra serpentina).

#### Aves
Se han cuantificado 43 diversas especies de aves, algunas de ellas consideradas bajo alguna categoría de riesgo como : loro coroniazul (Amazona farinosa), loro coroniblanco (Pionus senilis), pavo ocelado (Agriocharis ocellata), entre otras.

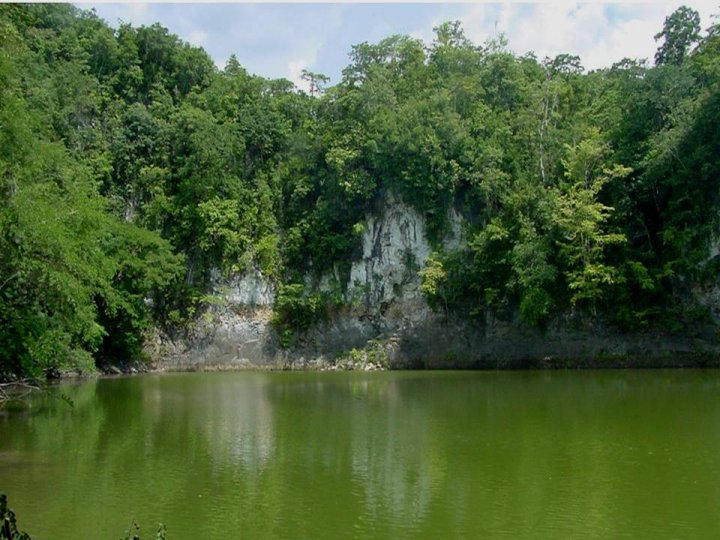
Cenote "Ya Ax Ha"

## Ecoturísmo
Existen varias actividades de ecoturismo que es posible practicar en la reserva ecológica "Cañón del Usumacinta", entre las más importantes están: El rafting en los rápidos de San José y Desempeño en las aguas del río Usumacinta, así como el rappel en las paredes del cañón del río o en los cenotes y cuevas que existen en la zona.

### Recorridos en lancha
Es posible disfrutar de los impresionantes paisajes presentes en el Cañón del Usumacinta, mediante recorridos en lancha ofrecidos por los residentes de la zona.

### Cenotes
En el ejido de Santo Tomás se encuentran los cenotes Ya Ax Ha, esto es, "Agua azul verde" y Aktun Ha, que significa, "Cenote de la cueva", los cuales también es posible visitar. Además, en el área se encuentran las Cuevas del "Tigre" y la de "La Ventana", donde es posible desarrollar espeleología y observar gran cantidad de estalactitas y estalagmitas, así como vestigios de la cultura maya.

### Zonas arqueológicas

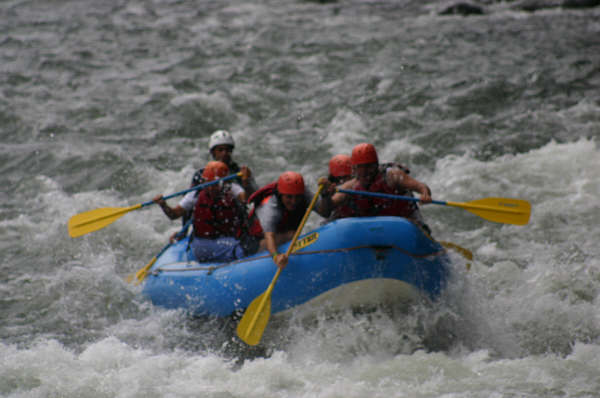
Rafting en los rápidos de San José y Desempeño, en las aguas del río Usumacinta.

Dentro del área de la reserva ecológica existen una gran diversidad de sitios arqueológicos no rescatados y los rescatados y conocidos son San Claudio y Pomoná.

### Carnaval de Tenosique
Una de las manifestaciones culturales más importantes ocurridas en el municipio de Tenosique durante la época del Carnaval (conocido como el carnaval más raro del mundo) en el mes de febrero, es la tradicional "Danza del Pochó", ceremonia de origen prehispánico que representa la lucha entre el bien y el mal.